# Ukraińska Partia Socjalistów-Federalistów

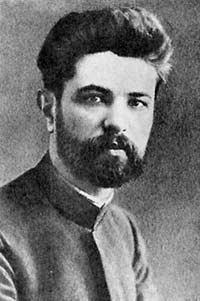
Serhij Jefremow, przewodniczący UPSF

Ukraińska Partia Socjalistów-Federalistów (UPSF, popularnie esefy) – ukraińska partia socjalistyczna, utworzona w czerwcu 1917 przez dawnych członków Ukraińskiej Partii Demokratyczno-Radykalnej (UDRP, 1905-1908) i Towarzystwa Ukraińskich Postępowców (TUP), którzy po zjeździe TUP 7-8 kwietnia 1917 przekształcili je w Związek Ukraińskich Autonomistów-Federalistów (SUAF), od czerwca 1917 przemianowany na UPSF. 
UPSF odnowiła program Ukraińskiej Partii Demokratyczno-Radykalnej (UDRP), która składała się przeważnie z inteligencji. Partia, wbrew nazwie (jej socjalizm był umiarkowany), faktycznie stała na pozycjach konserwatywnych, а federalizm rozumiała jako światową formę stosunków międzypaństwowych і zdecentralizowaną nadbudowę administracyjną.
Przewodniczącym partii był Serhij Jefremow, а we władzach partii znajdowali się Andrij Nikowski, Ilja Szrah, Ołeksandr Łotoćkyj, Petro Stebnyćkyj, Andrij Wiazłow, Iwan i Zinaida Mirnyj, Wasyl Bidnow, Fedir Matuszewśkyj, Wiaczesław Prokopowycz, M. Kusznir, Serhij Szeluchyn, Maksym Sławińskyj. Sekretarzem partii była Olha Andrijewśka. Organem UPSF był dziennik „Nowa Rada”.
W czasie rządów Centralnej Rady do rządu Wołodymyra Wynnyczenki wchodzili Serhij Jefremow, Ołeksandr Szulhyn, Оłeksandr Łotoćkyj, Petro Stebnyćkyj, Iwan Mirnyj, a do rządu Wsewołoda Hołubowycza - Serhij Szeluchyn, Wiaczesław Prokopowycz, Оłeksandr Łotoćkyj, Іwan Feszczenko-Czopiwśkyj. 
Za rządów Hetmanatu UPSF wzięła udział w tworzeniu Ukraińskiego Narodowego Związku Państwowego  (UNDF) і Ukraińskiego Związku Narodowego (UNS), jej członkowie wchodzili w skład drugiego rządu Fedora Łyzohuba (24 października 1918): Оłeksandr Łotoćkyj, Petro Stebnyćkyj, Аndrij Wiazłow, Мaksym Sławinśkyj. 
Za czasów Dyrektoriatu wzięli udział w formowaniu rządów: Wołodymyra Czechiwskiego (Petro Chołodnyj, Serhij Szeluchyn, Iwan Ohijenko, Мychajło Korczynśkyj), Serhija Ostapenki (Iwan Feszczenko-Czopiwski, Kost Macijewycz, Dmytro Markowycz, Iwan Ohijenko, Оwksentij Korczak-Czepurkiwśkyj, Мychajło Korczynśkyj, Мychajło Krywećkyj) i Iwana Mazepy (Iwan Ohijenko).
Po zajęciu Kijowa przez Wojsko Polskie i Armię URL, w maju 1920 esef Wiaczesław Prokopowycz został premierem URL, a UPSF stanowiła podstawę polityczną rządu. 
Na emigracji w Pradze w 1923 UPSF zmieniła nazwę na Ukraińską Partię Radykalno-Demokratyczną (URDP), której przywództwo objął O. Łotoćkyj. Jej główni działacze (Мaksym Sławinśkyj, Andrij Jakowliw, Ołeksandr Szulhyn, Kost Macijewycz, Wiaczesław Prokopowycz, Оłeksandr Salikowski i inni) blisko współpracowali z rządem URL na emigracji. Po II wojnie światowej radykalni demokraci nie podjęli działalności politycznej, ideowo bliskim był im Ukraiński Związek Narodowo-Demokratyczny (UNDS), utworzony w 1946.